# 畠中雅子
畠中 雅子（はたなか まさこ、1963年 - ）は、日本の「暮らしとお金」に関わる著作家、ファイナンシャル・プランナー。「高齢期のお金を考える会」主宰、「働けない子どものお金を考える会」主宰、「公益社団法人青少年健康センター」理事、FP技能士1級。東京都港区出身。

## 来歴
山脇学園高等学校、駒澤大学経済学部商学科を卒業。大学在学中よりフリーライターの活動をスタート。マネーライターを経て、1991年に長女を出産。
1992年ファイナンシャル・プランナー（FP）になる。FP資格取得後、同年に大学院に進学。修士課程では生命保険会社の会計システムについて、博士課程では金融制度改革に関して研究する。
1994年、初の著書『「超」高齢化時代のライフプラン』を経済法令研究会から出版。40歳代から50歳代、60歳代、70歳代までの年代別ライフプランの考え方を紹介するとともに、金融資産のチェック方法や年金、退職金、生命保険、金融商品等の運用さらに税金対策もあわせて事例入りで説明した。
1995年、CFPの資格を取得。世界中で導入されているプロフェッショナルのFPの資格。
2000年3月、駒澤大学大学院経済学研究科博士後期課程単位取得満期退学。博士課程の場合、単位を取得しても博士論文が認められないと「修了」とならない。息子2人を出産したため単位だけ取得、博士課程で博士論文を書いておらず「修了」とならず「単位取得満期退学」となった。
2022年、朝日新聞と住宅金融支援機構のコラボ企画「朝日新聞Reライフプロジェクト」と題して菊池桃子と「豊かな暮らしと住まいとお金【実践編】」について対談、余貴美子と「人生100年時代」について対談。
多数のテレビ出演をしながら 新聞、雑誌、WEBなどに多数の連載を持つほか、セミナー講師、講演、相談業務などを行っている

。著書・監修書は70冊を超える。
また高齢者施設へ住み替え資金アドバイスを行う「高齢期のお金を考える会」主宰、ひきこもりの子がいる家庭向けに生活設計アドバイスをする「働けない子どものお金を考える会」主宰、公益社団法人青少年健康センター理事を務める。

## 人物
- 無類のレストラン列車好き。国内外問わず、時間を見つけては旅に出る。個室のレストラン列車大好きベスト3として【第1位】「TOHOKU EMOTION」（久慈駅から八戸駅の往復乗車）【第2位】「インディアンパシフィック号」（オーストラリア/アデレードからシドニー）【第3位】「WEST EXPRESS銀河」（下関駅から大阪駅）をあげている[16]。
- 無類の鉄道、ミニチュアパーク、ジオラマ好き。国内・海外のミニチュアパーク・ジオラマ展示を300箇所以上巡る。ミニチュア大好きベスト3として【第1位】「ミニチュアワンダーランド」（ドイツ・ハンブルク）【第2位】「袖珍博物館」（台湾・台北）【第3位】「ミニチュアシネマ博物館」（フランス・リヨン）をあげている。好きなジオラマ大好きベスト3として【第1位】「昭和レトロ情景館」（兵庫県）【第2位】「京都ジオラマJAPAN」（京都府）【第3位】「ホビーセンターカトー東京店」（東京都）をあげている[17][18]。
- 二男一女の母として生活実感あふれるマネーアドバイスに定評がある。しかしながら畠中自身は節約が苦手。子どもたちに「無駄遣い」を指摘され、反省の毎日を送っている[19][5]。

### 資格
- CFP®[5]
- FP技能士1級[5]
- 総合旅行業務取扱管理者[5]

## 著書
※ 国立国会図書館「畠中雅子」調べにて
- 『「超」高齢化時代のライフプラン』（経済法令研究会、1994年10月1日）　ISBN 978-4766820201
- 『生命保険のしくみ : 入門の入門 見る・読む・わかる]』（小川千尋と共著、日本実業出版社、1995年12月1日）　ISBN 978-4534024107
- 『子供の教育にかかるお金を貯める法』（中経出版、1999年4月1日）　ISBN 978-4806112303
- 『実例で見る家計管理節約の大原則』（永岡書店、1999年10月1日）　ISBN 978-4522410851
- 『「保険で節約」のススメ』（佐藤孝子と共著、WAVE出版、2000年2月1日）　ISBN 978-4872900705
- 『私のお金をふやしたい : 女性のための資産設計&運用術』（日本経済新聞社、2000年3月1日）　ISBN 978-4532148232
- 『ネコでもわかる生命保険入門の入門 : メチャやさしい保険のイロハと得する入り方』（中経出版、2000年7月1日）　ISBN 978-4806113706
- 『<ライフスタイル別>家計の方程式（生活人新書)』（日本放送出版協会、2001年11月1日）　ISBN 978-4140880050
- 『節約の大原則 : 実例で見る家計管理』（永岡書店、2002年7月1日）　ISBN 978-4522420638
- 『ネコでもわかる住宅ローン入門の入門』（海宝賢一郎と共著、中経出版、2002年11月1日）　ISBN 978-4806117117
- 『お金オンチ貯金オンチがなおる35の知恵』 (講談社+α文庫、2003年6月1日）　ISBN 978-4062567428
- 『ネコでもわかる生命保険入門の入門 最新版』（中経出版、2003年8月1日）　ISBN 978-4806118633
- 『あなたがもらえる年金と本当に必要な保険がわかる本 : ゼロからわかる! 2004-2005年度版』（永岡書店、2004年6月1日）　ISBN 978-4522422212
- 『ミリオネーゼのマネー術』（ディスカヴァー・トゥエンティワン、2004年9月17日）　ISBN 978-4887593329
- 『お金のきほん〈2005年版〉- お金オンチのあなたにおくる』（オレンジページ、2004年12月）　ISBN 9784873033273
- 『なぜかいつも幸せな人のお金のルール』（幻冬舎、2005年5月1日）　ISBN 978-4344007833
- 『ネコでもわかる住宅ローン入門の入門 : 最新版』（中経出版、2005年6月28日）　ISBN 978-4806122487
- 『教育貧民 : 減収増税時代でも減らない「教育費」事情』（宝島社、2005年10月1日）　ISBN 978-4796649698
- 『お金のきほん〈2006年増補改訂版〉- お金オンチのあなたにおくる』（オレンジページ、2005年12月）　ISBN 9784873033983
- 『一生お金に困らない!お金が貯まる!きほん : +貯めテク127』（ベネッセコーポレーション、2006年10月1日）　ISBN 978-4828862828
- 『お金のきほん〈2007年版〉- お金オンチのあなたにおくる』（オレンジページ、2006年11月）　ISBN 9784873034683
- 『老後が危ない! : 年金月額16万円の生き残り術』（講談社、2007年3月30日）　ISBN 978-4062135023
- 『お金のきほん〈2008年増補改訂版〉- お金オンチのあなたにおくる』（オレンジページ、2007年12月）　ISBN 978-4873035468
- 『お金に愛される女、愛されない女 : 知らない女は貯まらない!』（PHP研究所、2008年3月4日）　ISBN 978-4569698755
- 『「一生安心」を手に入れるお金の本 : あなたに必要なお金の貯め方がわかる! (Saita mook)』（セブン&アイ出版、2008年10月1日）　ISBN 978-4860081881
- 『家計がみるみるラクになる!(得)保険book』（ベネッセコーポレーション、2009年6月1日）　ISBN 978-4828864365
- 『お金のきほん〈2009年-2010年版〉- お金オンチのあなたにおくる』（オレンジページ、2009年6月）　ISBN 9784873036366
- 『収入減から家計を守る「妻の働き方」宣言』（光田洋子と共著、日本経済新聞出版社、2009年9月1日）　ISBN 978-4532353810
- 『子ども手当 : どう貯める?どう使う?コミックスでわかりやすい!』（主婦の友社、2010年5月30日）　ISBN 978-4072714430
- 『お金のきほん〈2010年-2011年増補改訂版〉- お金オンチのあなたにおくる』（オレンジページ、2010年6月）　ISBN 978-4873036991
- 『保険見直し完全ガイド : 今どきのお得な保険がまるわかり!』（ベネッセコーポレーション、2010年11月29日）　ISBN 978-4828865249
- 『ひきこもりのライフプラン : 「親亡き後」をどうするか』（斎藤環と共著、岩波書店、2012年6月7日）　ISBN 978-4002708386
- 『高齢化するひきこもりのサバイバルライフプラン : 親亡き後も生きのびるために』（近代セールス社、2012年7月12日）
- 『結婚したら知っておきたいお金のこと]』（海竜社、2012年11月1日）
- 『50歳からのハッピーリタイア準備 : どう暮らす?安心老後の生活設計、教えます』（宮里惠子と共著、技術評論社、2015年1月10日）　ISBN 978-4774171272
- 『どっちがお得?定年後のお金』（高橋書店、2015年6月26日）　ISBN  978-4471212711
- 『サヨナラお金の不安』（主婦の友社、2016年6月10日）　ISBN 978-4074163670
- 『人口の心理学へ : 少子高齢社会の命と心』（柏木惠子ほか共著、ちとせプレス、2016年7月5日）　ISBN 978-4908736001
- 『定年後に泣かないために、今から家計と暮らしを見直すコツってありますか?』（大和書房、2017年3月16日）　ISBN 978-4479795773
- 『貯金1000万円以下でも老後は暮らせる!』（すばる舎、2017年6月17日）　ISBN 978-4799105924
- 『これで安心!入院・介護のお金 : 知らないと損する48のこと』（新美昌也ほか共著、技術評論社、2018年4月12日）　ISBN 978-4774196770
- 『ラクに楽しくお金を貯めている私の「貯金簿」』（ぱる出版、2018年6月13日）　ISBN 978-4827211184
- 『これで定年後も安心!老後のためのお役立ち便利帖 : 年金 介護 相続も、準備ができていれば大丈夫』（マイナビ出版、2019年8月2日）　ISBN 978-4839970475
- 『失敗しない遺言とお墓のはなし : 人生100年時代の安心を!』（楠部亮太ほか共著、税務研究会出版局、2019年10月29日）　ISBN 978-4793124549
- 『病気にかかるお金がわかる本 : いざというときに困らない、損しない』（黒田尚子と共著、主婦の友社、2020年2月19日）　ISBN 978-4074402595
- 『ひきこもりのライフプラン : 「親亡き後」をどうするか 新版』（斎藤環と共著、岩波書店、2020年4月4日）　ISBN 978-4002710235
- 『おひとりさまの大往生お金としあわせを貯めるQ&A : ウィズコロナのお金の?がわかる』（主婦の友社、2020年12月23日）　ISBN 978-4074465750
- 『お金のプロに相談してみた!息子、娘が中高年ひきこもりでもどうにかなるって本当ですか? : 親亡き後、子どもが「孤独」と「貧困」にならない生活設計』（時事通信出版局、2022年3月31日）　ISBN 978-4788718081
- 『お金の新常識 (70歳からの人生を豊かにする)』（高橋書店、2023年10月30日）　ISBN 978-4471210892
- 『老後不安の処方箋』（服部英子と共著、主婦と生活社、2023年12月1日）　ISBN 978-4391160451

### 監修
- 『ビンボーなあなたの確定申告楽勝マニュアル : ゼイキン対策委員会 簡単&ラッキー!絶対トクする税金やりくりガイド』（情報センター出版局、1994年12月1日）　ISBN 978-4795817425
- 『ビンボーなあなたの確定申告楽勝マニュアル : ゼイキン対策委員会 簡単&ラッキー!絶対トクする税金やりくりガイド 新版』（情報センター出版局、1995年11月1日）　ISBN 978-4795819627
- 『ビンボーなあなたの確定申告楽勝マニュアル 1998年版』（情報センター出版局、1997年11月1日）　ISBN 978-4795826120
- 『幸せになれる人バカな人生を送る人のお金の法則 : カリスマ・ファイナンシャル・プランナーに教わる』（スージー・オーマン、エレファントパブリッシング、2007年8月24日）　ISBN 978-4902807028
- 『ずさんな家計を整えました。 : ずぼらさんのためのお金安心塾』（上大岡トメ 著、メディアファクトリー、2012年12月18日）　ISBN 978-4040664989
- 『働かない息子・娘に親がすべき35のこと』（アース・スター エンターテイメント、2013年12月25日）　ISBN 978-4803005226
- 『心豊かに暮らすためのお金の知恵 : ゆうゆうマネー : 年金が月10万円台でも大丈夫!』（主婦の友社、2014年11月）　ISBN 9784072986202
- 『老後に必要なお金が貯まる本 : 老後資金は3000万円なくても大丈夫!』（宝島社、2015年1月26日）　ISBN 9784800236012
- 『マンガで読む子どもが18才までに1000万円貯める本』（畠中雅子 監修, フクチマミ マンガ、主婦の友社、2015年6月29日）　ISBN 978-4074001590
- 『子育て中でも貯金ゼロでも1000万円貯める10のルール : マンガでまるわかり!』（主婦の友社、2015年11月25日）　ISBN 978-4074031238
- 『一生お金に困らない本 : 老後破産を防止する!金持ち爺さん&ばあさんを目指したい : 記入シートに書き込むだけでOK』（主婦の友社、2015年11月28日）　ISBN 978-4074030576
- 『図解知らないとソンをする!定年後のお金 (お金のきほん)』(畠中雅子 監修、学研プラス、2016年2月23日）　ISBN 978-4058005996
- 『結婚したらすぐ考えるお金のこと』（カタノトモコ 著, KADOKAWA、2016年3月18日）　ISBN 978-4040683713
- 『図解ゼロからわかる!最新お金の教科書 (お金のきほん)』（学研プラス、2016年4月5日）　ISBN 978-4058006290
- 『ねんきん生活。 お金編』（主婦と生活社、2016年10月15日）　ISBN 978-4391639308
- 『赤ちゃんができたらかかる&もらえるお金がわかる本 : マンガでわかる!』（フクチマミ マンガ、主婦の友社、2016年11月14日）　ISBN 978-4074196739
- 『知らないと絶対にソンをするお金の話 : 図解 : 忘れているうちにお金が増える仕組みづくり』（辰巳出版、2017年1月19日）　ISBN 978-4777818204
- 『赤ちゃんができたら!手続き届け出もらえるお金早わかりBOOK』（主婦の友社、2017年6月5日）　ISBN 978-4074235971
- 『おひとりさまの大往生ガイドBOOK』（主婦の友社、2020年3月11日）　ISBN 978-4074409341
- 『マンガでわかるひとり暮らしのトリセツ』（マイナビ出版、2022年2月10日）　ISBN 978-4839977948
- 『マンガでわかる!マイホーム入門ガイド』（百田なつき 編著, アベナオミ 絵、マイナビ出版、2022年9月25日）　ISBN 978-4839972974
- 『得する年金生活. 2024年最新版』（宝島社、2023年10月16日）　ISBN 978-4299047601

## 出演

### テレビ
- 『おはよう日本』（NHK総合）[20]
- 『あさイチ』（NHK総合）[20]
- 『クローズアップ現代』（NHK総合）[20][21]
- 『ノンストップ!』（フジテレビ）[20]
- 『日経モーニングプラス』（テレビ東京）[22]
- 『深層NEWS』（BS日テレ）[23]

### 書籍
- 『ちょっと早めの老い支度』 (岸本葉子 著、角川文庫、2015年11月25日） - 対談出演　ISBN 978-4044094942

### 雑誌
※ 国立国会図書館「畠中雅子」調べにて
- 『プレジデント』（プレジデント社）
- 『保険展望』（簡易保険加入者協会）
- 『ぷちちお』（ジャパンマシニスト社）
- 『あるじゃん : お金のチカラは一生モノ!』（オールアバウト）
- 『Financial adviser』（近代セールス社）- 「総返済額を抑える住宅ローンの組み方・見直し方」
- 『かぞくのじかん』（婦人之友社）
- 『利根川文化研究』（利根川文化研究会）
- 『住宅金融』（住宅金融支援機構）
- 『社会福祉研究』（鉄道弘済会社会福祉第一部）
- 『産業新潮』（産業新潮社）
- 『ビジネスガイド』（日本法令）
- 『婦人公論』（中央公論新社）
- 『バンクビジネス』（近代セールス社）
- 『週刊東洋経済』（東洋経済新報社）
- 『エコノミスト』（毎日新聞出版）
- 『サンデー毎日』（毎日新聞出版）
- 『近代セールス』（近代セールス社）
- 『財界』（財界研究所）
- 『潮』（潮出版社）
- 『母の友』（福音館書店）
- 『日経マネー』（日経BP）